# 瘤囊薹草
瘤囊薹草（学名：Carex schmidtii）是莎草科薹草属的植物。分布于蒙古、俄罗斯、日本、朝鲜以及中国大陆的内蒙古、吉林、黑龙江等地，生长于海拔150米至850米的地区，多生于溪边、沼泽和林缘，目前尚未由人工引种栽培。

## 别名
膨囊薹草（东北草本植物志）